# Les vagues éteignent le vent
Les vagues éteignent le vent (russe : Волны гасят ветер, Volny gasiat veter) est un roman de science-fiction écrit par Arcadi et Boris Strougatski paru en 1985. Le narrateur du roman se nomme Maxim Kammerer, il raconte l'histoire de la Grande Révélation.

## Résumé
Les personnages principaux sont Maxime Kammerer et Toyvo Glumov, qui travaillent tous deux pour une organisation qui enquête sur les « événements inexpliqués ». Leur enquête sur une série d'événements les mène à penser qu'ils sont les témoins d'une nouvelle action des Pèlerins, une mystérieuse espèce extraterrestre.
Après des recherches plus approfondies, les événements inexpliqués s'avèrent être le fait d'une société secrète appelée les Ludens. Les Ludens sont nés humains, mais possèdent des pouvoirs mentaux latents qui excèdent les capacités humaines.